# فورباکن
فورباکن (به هلندی: Vuurbaken) یک منطقهٔ مسکونی در هلند است که در آد-بیرلاند واقع شده‌است.